# Pojízdná prodejna

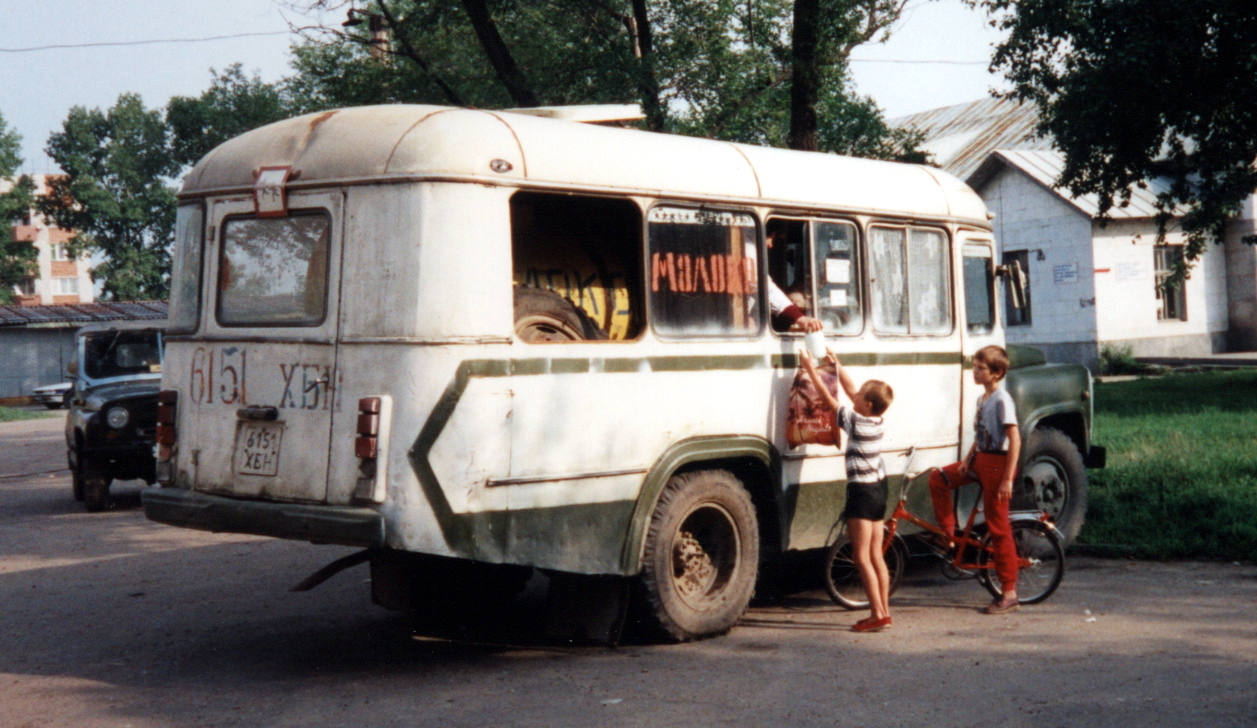
Pojízdná prodejna mléka v Chabarovsku v Rusku

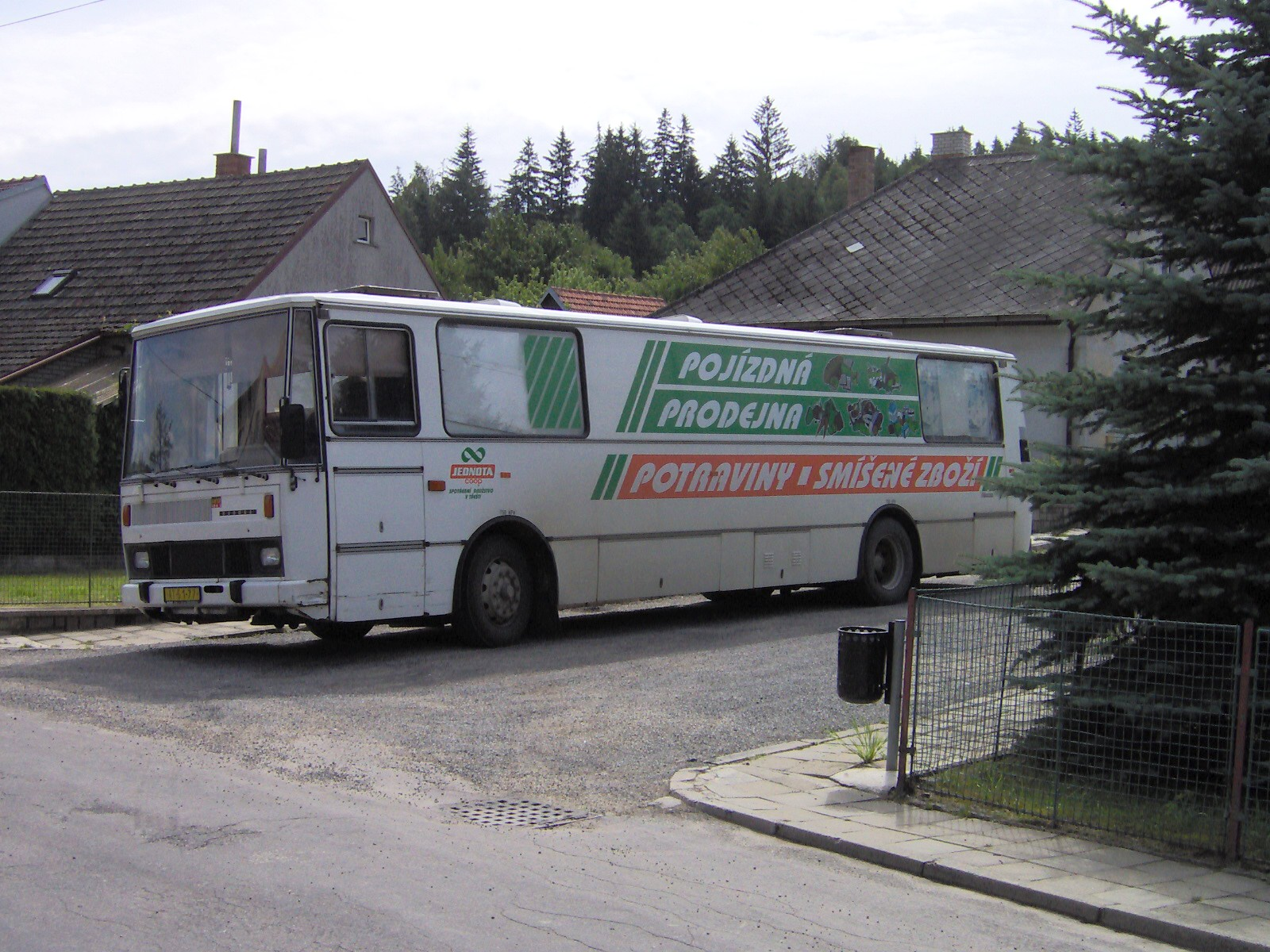
Pojízdná prodejna Jednoty Třešť

Pojízdná prodejna je typicky motorové vozidlo, ve středoevropských podmínkách postavené zpravidla na bázi autobusu, skříňového nákladního automobilu nebo dodávkového automobilu, které zajišťuje prodej základního spotřebního sortimentu (potraviny, smíšené zboží) pravidelným objížděním míst, kde není stálá prodejna. Zákazníci vstupují do vozidla, které může být uzpůsobeno buď pro pultový nebo pro samoobslužný prodej. Vozidlo může být uzpůsobeno i pro prodej z okénka (pak zákazník nevstupuje do vozidla), případně, jde-li o menší vozidlo, může i prodavač obsluhovat zákazníka zevně vozidla. Zejména v asijských zemích jsou rozšířené i pojízdné prodejní stánky, z nichž mnohé jsou sestrojeny na bázi speciálního jízdního kola.
Stanoviště pojízdné prodejny bývá vyznačeno a vybaveno informací o dnech a době prodeje, která obvykle bývá jednou či vícekrát týdně, vždy jen po dobu řádově jedné či několika hodin.
Princip pojízdného prodeje se podle tržní situace používá i pro prodej speciálního sortimentu (propanbutanové bomby, zmrzlina, mlékárenské, pekařské nebo masné výrobky, jízdenky a místenky a jiné) nebo bývají podobným způsobem poskytovány některé služby (pojízdná veřejná knihovna neboli tzv. "bibliobus", pojízdná čistírna oděvů nebo peří, pojízdná zdravotní ordinace, sběrna druhotných surovin nebo jiná výkupna atd.).

## Pojízdné prodejny v předválečném Československu

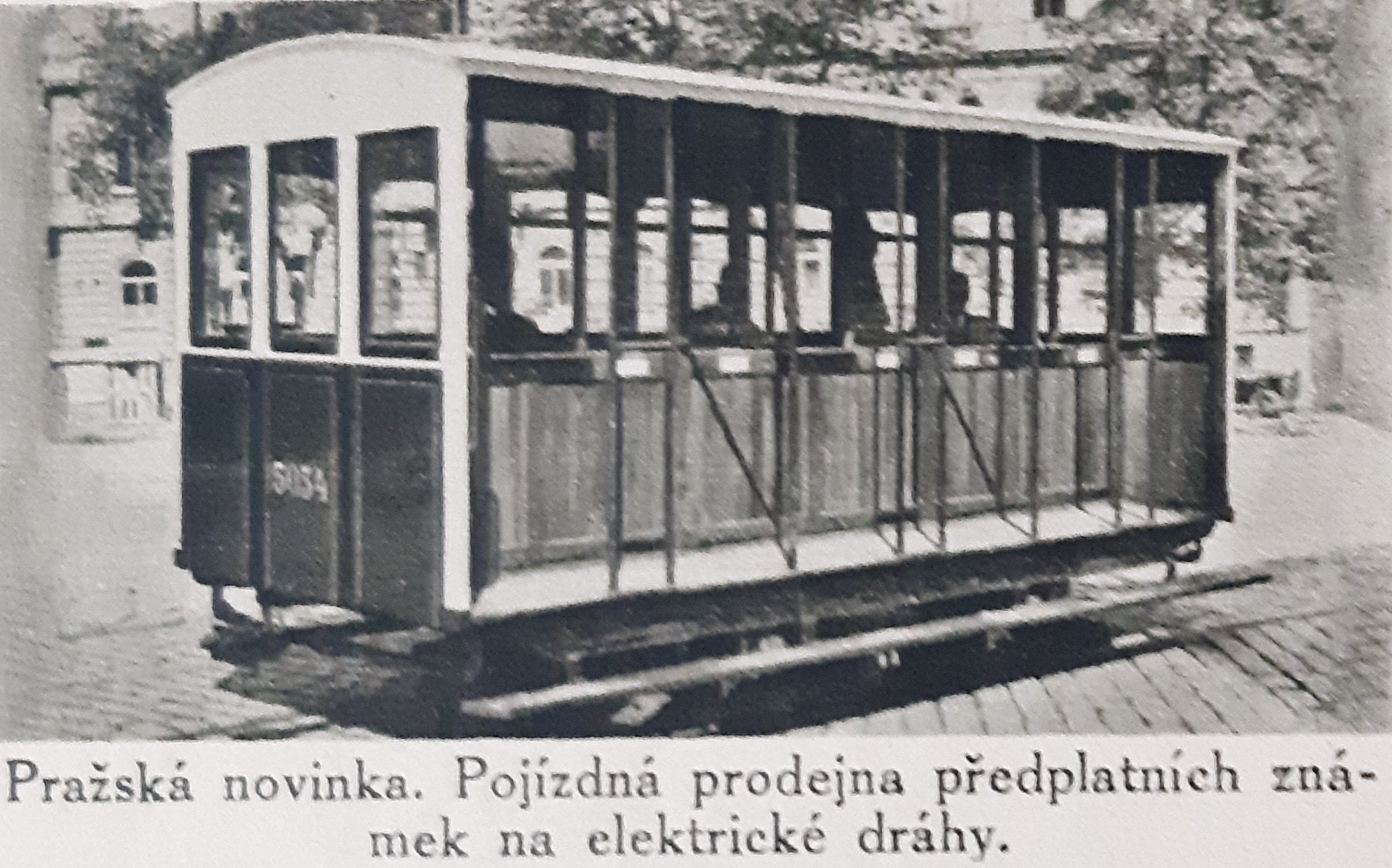
Pojízdná prodejna jízdenek, Praha 1928

Pojem pojízdná prodejna byl v Československu užíván již před 2. světovou válkou. Jednalo se o upravené tramvajové vozy, ve kterých se v Praze a Brně prodávaly jízdenky.

## Pojízdné prodejny v Česku do roku 1989

### Pojízdné prodejny národních podniků
Poslanec NS Josef Horn na schůzi NS při schvalování státního rozpočtu na rok 1949 uvedl, že v oboru obhospodařovacím se roku 1948 činnost ministerstva vnitřního obchodu soustřeďovala především na odstranění nepořádku v distribuci textilu a že byly zřízené národní podniky „Tep” a „Obchodní domy”, jimž bylo společně s družstvy dodáváno textilní zboží z oblastních rozděloven. Hlavní změna v distribuci textilu a obuvi tak na rok 1949 spočívala v tom, že část textilního zboží a obuvi se začala prodávat „neomezeně na volném trhu za značně vyšší ceny” a že „nový odběrný list na textil a obuv nedostávali již všichni občané, nýbrž jen námezdně pracující, zemědělci do 15 ha, důchodci, vysokoškoláci a umělci”.
Současně s tímto opatřením zavedl národní podnik „Textilia” a „Tep” první pojízdné prodejny na venkov; „Textilia“ uvedla před Vánocemi 1949 do provozu 90 pojízdných prodejen, které se rozjely do vesnic, ve kterých byla JZD. V roce 1950 už zajížděly na venkov i další pojízdné prodejny národních podniků OP (oděvní prodejny), Jas, Zdar, Sklo-porcelán, Elektra, Chemodroga, atd., které měly v rámci nastolené socializující politiky stírat rozdíly mezi městem a venkovem.
N.p. Textilia zaměřil nyní svůj prodej také přímo na venkov, který odedávna byl odkázán jen na jarmareční obchodníky, kteří odedávna venkovské obyvatelstvo využívali k svému obohacení. Končí éra hluboké propasti mezi venkovem a městem. Rozsáhlá síť družstevních prodejen, prodejen národních podniků, je nyní doplňována pojízdnými prodejnami, jako právě zavedl n.p. Textilia. Pojízdná prodejna zavítala do Suchomast na Berounsku. Kupující, jichž se dostavilo velké množství, byli překvapeni jak bohatým výběrem, tak i kvalitou zboží.
Fotobanka ČTK, 14.11.1949
S ohledem na budování jednotného družstevnictví předala českobudějovická „Rovnost” táborskému družstvu Jednota dalších devět prodejen s celkovým počtem 1149 členů. Dnes má konsum „Rovnost” celkem 75 prodejen, z nichž 72 prodejny disponují s potravinami a tři speciální prodejny obstarávají distribuci a prodej textilií.
Jihočeská Pravda, 28.10.1948

### Pojízdné vesnické trhy
V roce 1950 se propaganda kolektivizace venkova rozšířila o „pojízdné vesnické trhy” s výrobky výše zmíněných národních podniků, kterými KSČ odměňovala kolektivizační práci a vzorné plnění pětiletého plánu v zemědělství (vedle zájezdového Vesnického divadla, pojízdných knihoven a biografů).
V obci Havraň na Ústecku byl uspořádán vesnický trh, který jako první svého druhu byl této obci odměnou za to, že se v letošních žních osvědčila kolektivní prací v JZD a byla první v plnění dodávek na Ústecku. Po slavnostním zahájení, kterého se zúčastnili zástupci ministerstva vnitřního obchodu, ministerstva zemědělství a okresního výboru KSČ, nastalo radostné nakupování ve stáncích národních podniků.
Fotobanka ČTK - vesnický trh, 08.10.1950
Pojízdné prodejny národních podniků ztrácely po měnové reformě a ukončení přídělového systému postupně smysl. S kolektivizací venkova se ÚV KSČ zaměřilo na budování jednotného spotřebního družstevnictví.

### Pojízdné prodejny Jednoty
Vedle pojízdných prodejen národních podniků vznikaly i pojízdné prodejny spotřebních družstev Jednoty. Například ve Vlašimi měla Jednota pojízdnou prodejnu potravin už v roce 1950 a v roce 1951 rozšířila nabídku o večerní nepotravinářský prodej (kuchyňské nádobí, textil a některé druhy volného hospodářského zboží).
Pojízdné prodejny. Jednota, spotřební družstvo ve Vlašimi, má již rok v činnosti pojízdnou potravinářskou prodejnu. Tato prodejna pravidelně zásobuje 13 vzdálených obcí v okrese. V těchto dnech byla pojízdná prodejna rozšířena o večerní nepotravinářskou prodejnu. Prvý zájezd byl uskutečněn minulý týden do Dubovky a Střechova nad Sázavou, kde členové JZD vstoupili do III. typu a provedli hospodářsko-technickou úpravu půdy.
Zpráva o Československu č. 2732, Výbor Svobodné Evropy 1951 (Rudé právo 25. září)
V roce 1952 byl ustaven Ústřední svaz spotřebních družstev v Praze (ÚSSD) a v krajích krajské svazy. Dne 27. října 1954 schválilo Národní shromáždění zákon o lidových družstvech a o družstevních organizacích.
Družstevní trhy Jednoty, doprovázené kulturními (výstavy výrobků, zboží, nábytku) i politickými akcemi, měly snížit tržní atraktivnost pouťových trhů (bývalých výročních trhů) a patřily ke komunistické taktice protipouťového boje. Často týden před konáním poutě se v místě nebo v blízkém okolí konaly družstevní trhy Jednoty a o pouti už nebylo co prodávat a lidé o takové poutě pak neměli zájem. V roce 1953 se jich konalo přes 3000 v českých krajích a 878 na Slovensku. Doplňkem družstevních trhů se staly také zájezdy pojízdných prodejen.
Družstevníci jednoho z nejlepších JZD na Horšovskotýnsku. JZD Malý Malahov nemají ve své obci prodejnu. Spotřební družstvo Jednota v Horšovském Týně pomohlo jim, i celé řadě jiných družstev tím, že zřídilo pojízdnou prodejnu, která k nim zajíždí pravidelně každý týden.
Fotobanka ČTK - Malý Malahov, pojízdná prodejna, 25.01.1954
Na základě usnesení č. 200/1957 proběhl poslední destruktivní zásah do činnosti spotřebního družstevnictví. V roce 1958 byla celá síť velkoobchodu předána do státního sektoru. Spotřební družstva Čech a Moravy (členové Národní fronty) byla organizována v „Českém svazu spotřebních družstev” (nejvyšší orgán ústřední výbor Českého svazu spotřebních družstev) a na Slovensku ve „Slovenském svazu spotřebních družstev” (nejvyšší orgán ústřední výbor Slovenského svazu spotřebních družstev). Zpravidla v každém okrese působila „Jednota” s dodatkem jména města, v němž měla sídlo. Ve větších obcích stála její prodejna, nákupní středisko nebo obchodní dům Jednoty, dále restaurace, motoresty, hotely i kulturní domy. V obci nebo osadě, kde se z ekonomických důvodů stálou prodejnu zřizovat nevyplatilo, dojížděla k obyvatelům podle stanoveného rozvrhu pojízdná prodejna Jednoty.

### Pojízdné prodejny jako součást vnitřního obchodu ČSSR
Do odvětví vnitřního obchodu spadaly organizace a podniky, jejichž činností byl prodej zboží spotřebitelům na základě příslušného povolení. Jednalo se o maloobchodní podniky, prodávající potravinářské a nepotravinářské zboží, podniky, závodní jídelny a kantýny, velkoobchodní podniky (sklady), zajištující zásobování maloobchodu a stravování. Do maloobchodní sítě patřily prodejny potravinářské, smíšené, nepotravinářské, obchodní domy a družstevní nákupní střediska, prodejny paliv a stavebnin, pevné stánky a kiosky, pojízdné prodejny a ostatní prodejny.
Pojízdné prodejny zabezpečovaly především pravidelné zásobování nejmenších venkovských sídel, sezónní zásobování rekreačních oblastí, přechodné zásobování míst se stálou prodejnou v případě dovolené, nemoci nebo při nepředvídaných okolnostech a jednorázové zásobování tržních akcí, kulturních, sportovních, společenských a jiných akcí. V maloobchodní síti se jednalo hlavně o pojízdné prodejny smíšeného zboží, potravinářského zboží, masa a uzenin, výjimečně prodejny textilního zboží, nepotravinářského zboží, partiového zboží, ovoce-zeleniny, nápojů. V roce 1976 bylo pojízdných prodejen v Československu kolem 700.

## Pojízdné prodejny v Česku po roce 1989

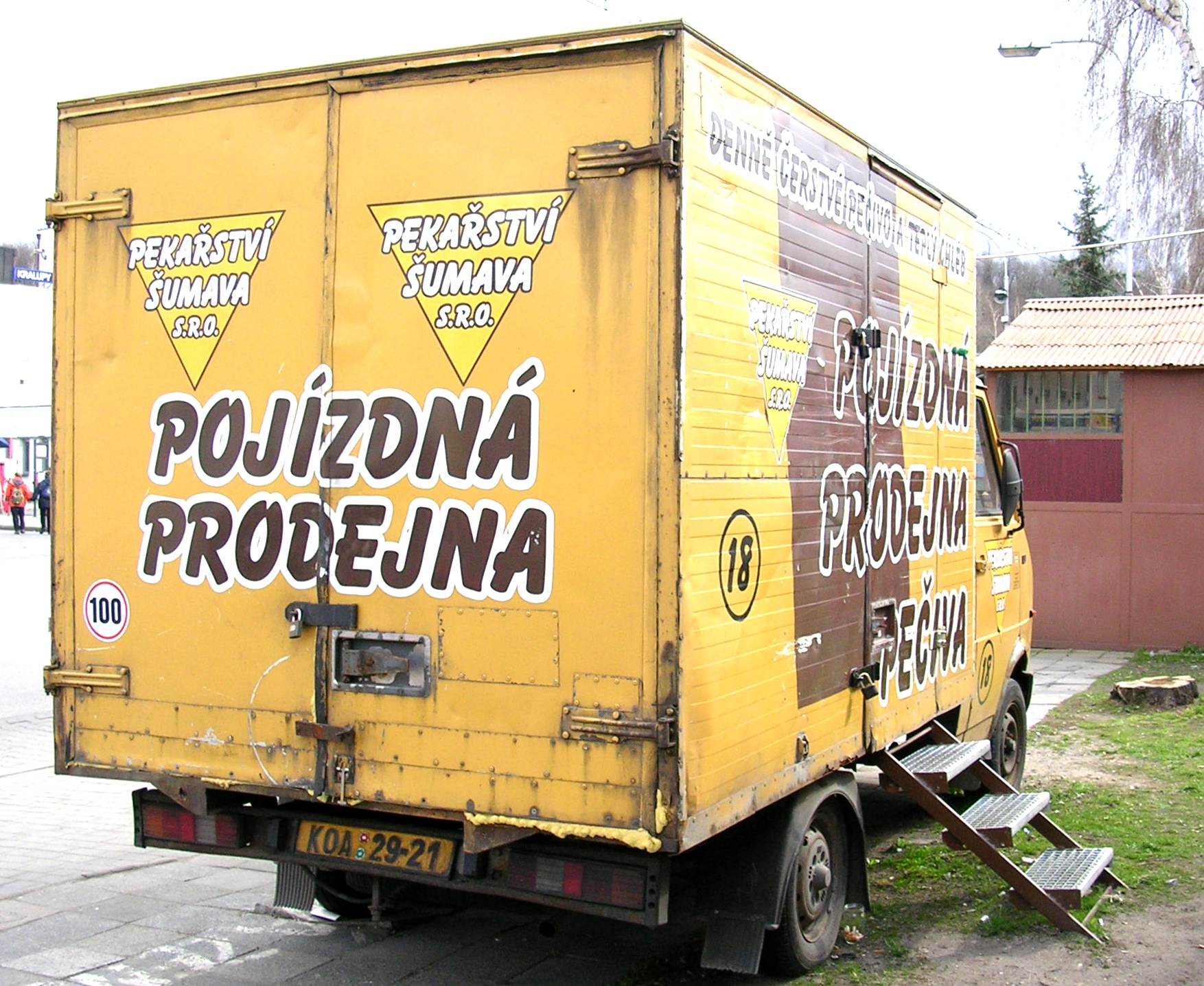
Pojízdná prodejna pečiva v Kralupech nad Vltavou

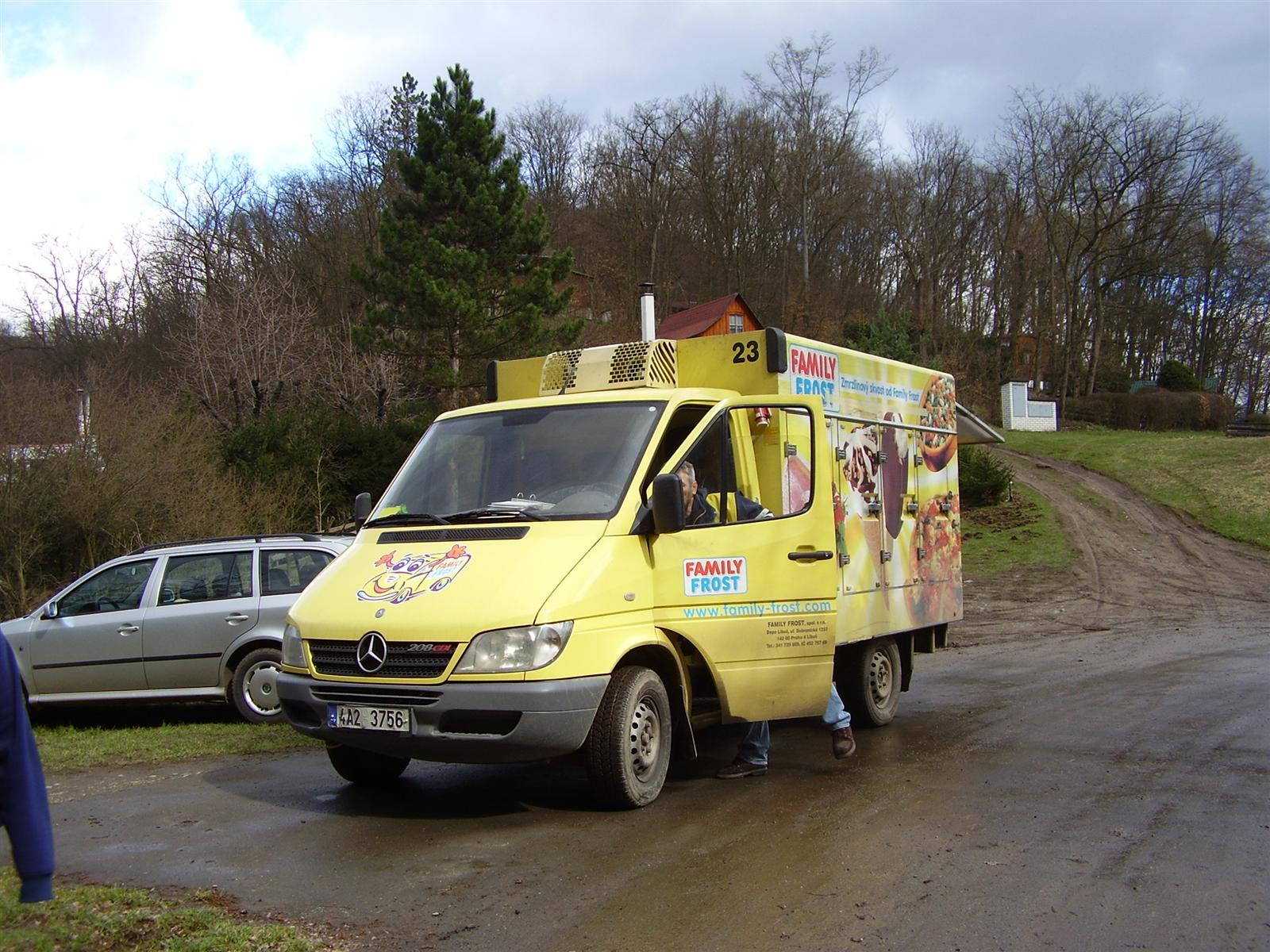
Pojízdný obchod s mraženými výrobky Family Frost u Štěchovic

Většina družstev Jednota ukončila provoz pojízdných prodejen krátce po roce 1989, protože prodejny přestal dotovat stát. Například Jednota Český Těšín prodala své dvě pojízdné prodejny již v roce 1990. Někde však v této činnosti družstva nebo živnostníci pokračují dosud, často za finanční podpory obcí, protože zánik postihl i mnoho stálých prodejen v malých vesnicích. V roce 2008 pojízdné prodejny smíšeného zboží provozuje v Česku několik desítek soukromníků.
V Moravskoslezském kraji zajíždí pojízdná prodejna smíšeného zboží spotřebního družstva Jednota Frýdek-Místek dvakrát týdně do osad obcí Bílá (okres Frýdek-Místek), Baška (okres Frýdek-Místek), Staré Hamry a Malenovice, dostává na tuto činnost i dotace od obcí, například Staré Hamry doplácejí 50 000 Kč ročně. Družstvo jezdí s upraveným autobusem LIAZ z 80. let.
Asi 50 vesnic v okrese Havlíčkův Brod v okolí Havlíčkova Brodu, Přibyslavi a Chotěboře obsluhuje pojízdnou prodejnou Zbyněk Mrkvička. Do roku 2006 používal upravený autobus, pak upravený skříňový automobil Avia.

Vesnice v okolí Semil objíždějí s prodejnou manželé Mařatkovi.
V Dačicích působí dvě pojízdné prodejny, provozují je Zdeňka Kuchtová (objíždí 8 míst) a Jindřich Nypl (objíždí 12–14 vesnic denně).
Václav Pinkas ze Sušice objížděl začátkem roku 2006 asi 52 vesnic na Šumavě a v Podšumaví, celkem asi 250 zákazníkům, převážně důchodového věku. Působí od roku 1998. Na Klatovsku působí kromě něj ještě další dvě pojízdné prodejny, v 80. letech jich bylo desetkrát více.

Pojízdné prodejny fungují i v jiných oblastech, zajíždějí například do Něžovic v okrese Písek, Skalice v Nečíně na Příbramsku, Ctiboře u Vlašimi, Červené Třemešné v okrese Jičín, Popic v okrese Břeclav, do tří osad obce Nasavrky a mnohde jinde.
V Česku od roku 1993 působí firma Family Frost, která více než 200 prodejními velkými dodávkovými vozidly charakteristické žluté barvy rozváží zejména mražené krémy a jiné hlubokozmrazené potraviny ve větších baleních po celém území republiky. Příjezd na stanoviště oznamuje charakteristickou hlasitou znělkou.
Městská knihovna v Praze provozuje pojízdnou knihovnu, tzv. bibliobus. Dvakrát týdně například nahrazuje knihovnu v Karlíně, kterou zničila povodeň v roce 2002.

## Legislativní podmínky
Podle českého živnostenského zákona se i pojízdná prodejna nebo obdobné zařízení považuje za provozovnu. Musí být trvale a zvenčí viditelně označena obchodní firmou (názvem právnické osoby) nebo jménem a příjmením podnikatele a identifikačním číslem (IČO). Dále musí být označena údajem o místě podnikání nebo sídle podnikatele a jménem a příjmením osoby odpovědné za činnost provozovny.